# Pierre-Châtel
Pierre-Châtel ist eine französische Gemeinde mit 1.485 Einwohnern (Stand: 1. Januar 2022) im Département Isère in der Region Auvergne-Rhône-Alpes. Sie gehört zum Arrondissement Grenoble und zum Kanton Matheysine-Trièves. Die Einwohner werden Pierre-Chatelois genannt.

## Geographie
Die Gemeinde Pierre-Châtel liegt etwa 27 Kilometer südsüdöstlich von Grenoble am Flüsschen Jonche. Umgeben wird Pierre-Châtel von den Nachbargemeinden Saint-Théoffrey im Norden, Villard-Saint-Christophe im Nordosten, Saint-Honoré im Osten, La Mure im Südosten, Susville im Süden sowie La Motte-d’Aveillans im Westen.
Im Osten der Gemeinde verläuft die Route nationale 85 als Teil der Route Napoléon.

## Bevölkerungsentwicklung
| Jahr                       | 1962 | 1968 | 1975 | 1982 | 1990 | 1999 | 2006 | 2013 | 2021 |
| -------------------------- | ---- | ---- | ---- | ---- | ---- | ---- | ---- | ---- | ---- |
| Einwohner                  | 1601 | 1527 | 1224 | 1218 | 1226 | 1202 | 1230 | 1482 | 1496 |
| Quellen: Cassini und INSEE |      |      |      |      |      |      |      |      |      |

## Sehenswürdigkeiten

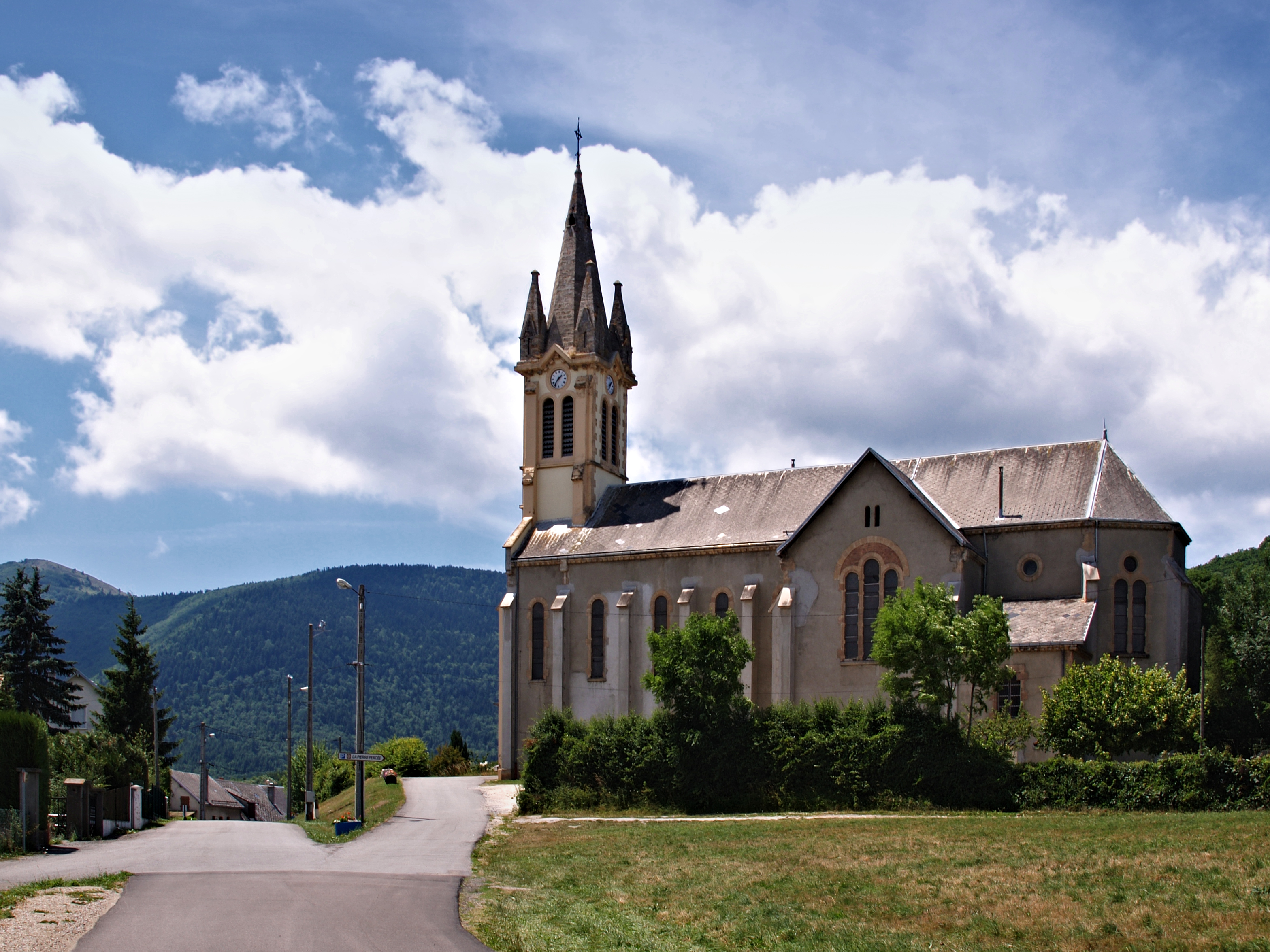
Kirche Saint-Pierre
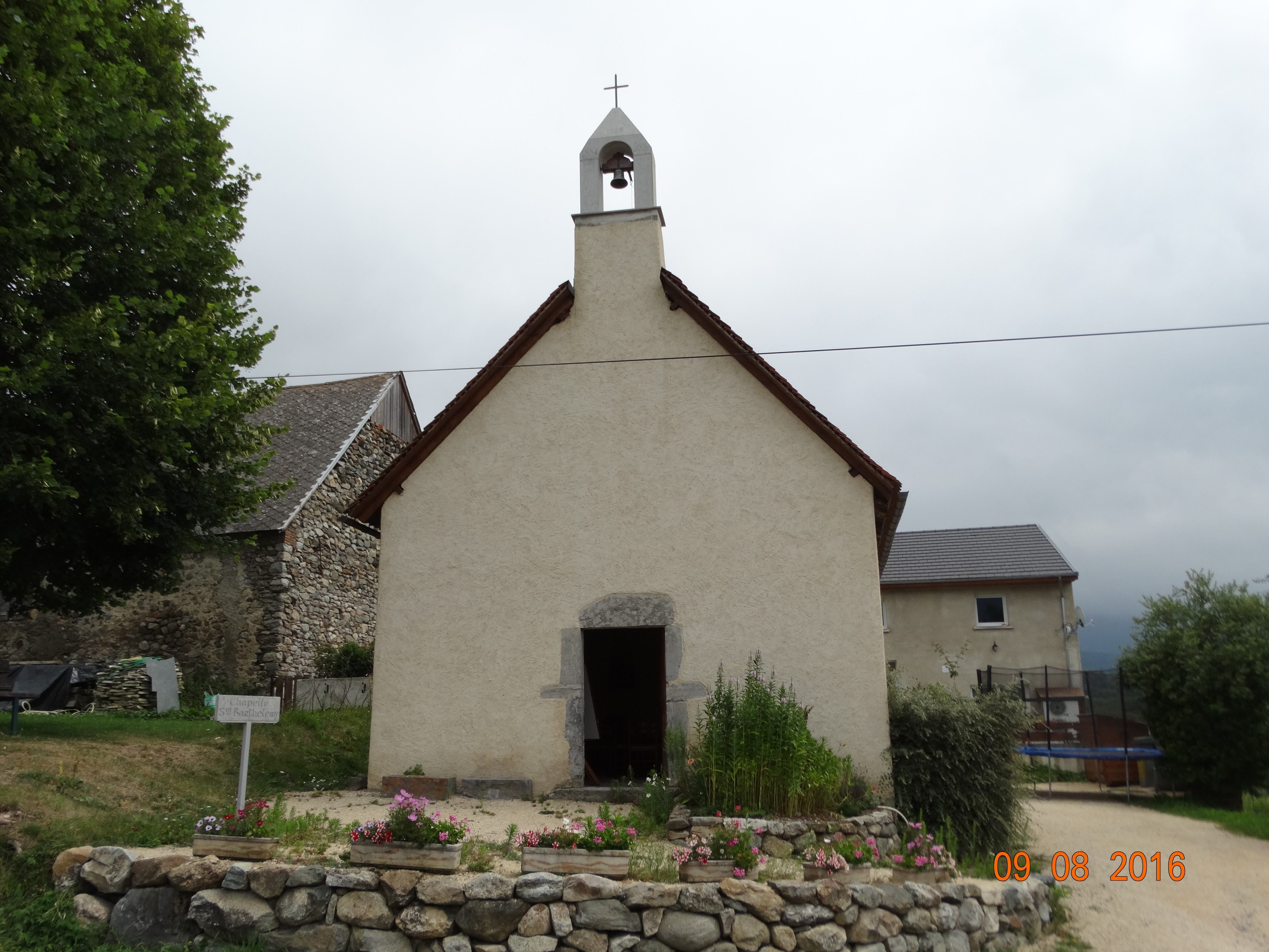
Kapelle Saint-Barthélemy
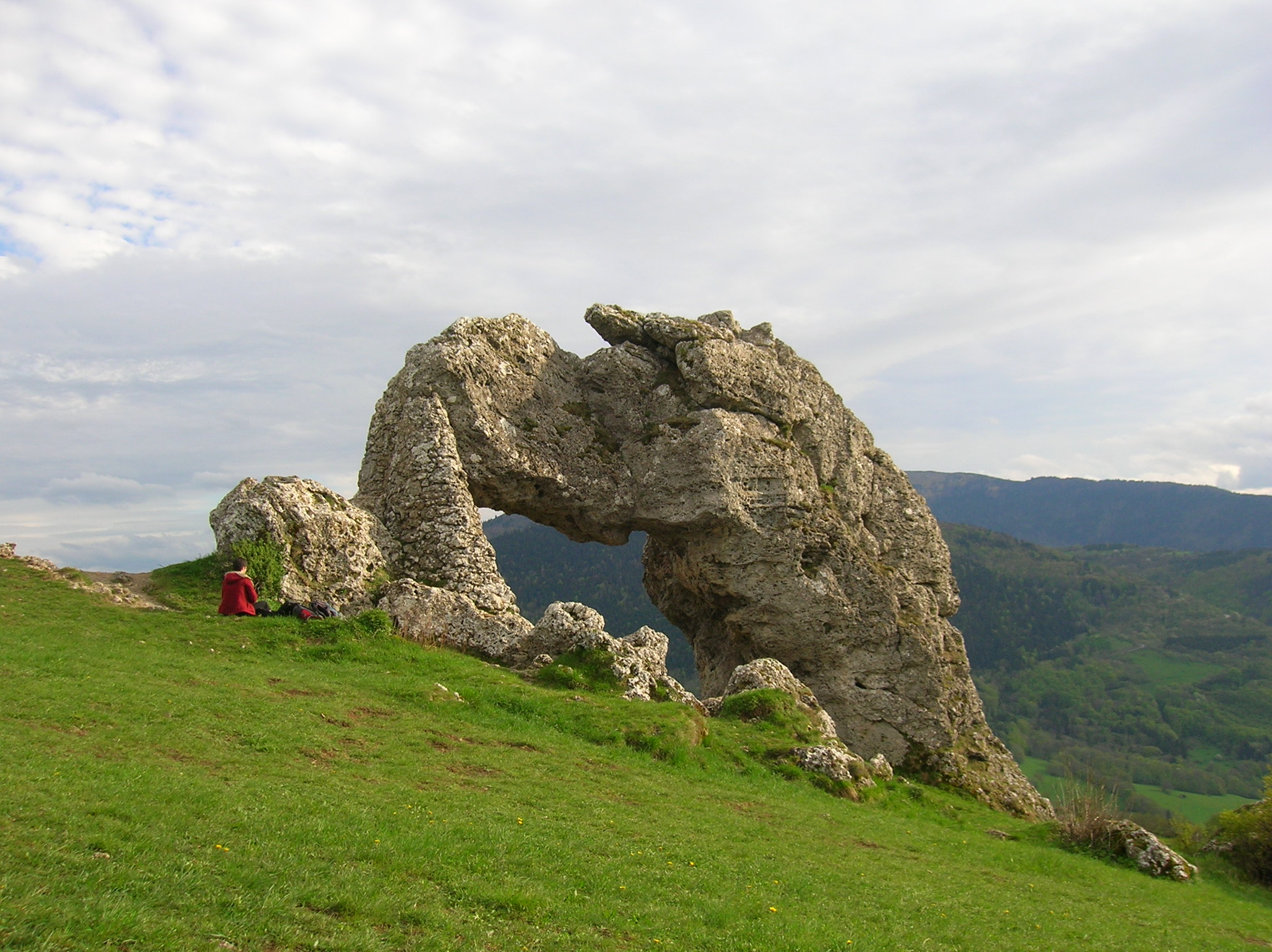
Pierre Percée, eine natürliche Steinformation
- Lavoir im Ortsteil Le Collet

- Kirche Saint-Pierre
- Kapelle Saint-Barthélemy
- Felsformation „Pierre-Percée“

## Persönlichkeiten
- Peter II. (1203–1268), Graf von Savoyen, hier gestorben
- Bonifaz I. von Challant (gestorben 1426), Heerführer und Herr über Fénis, hier gestorben